# Cyperus pseudopetiolatus
Cyperus pseudopetiolatus är en halvgräsart som beskrevs av Gordon C. Tucker. Cyperus pseudopetiolatus ingår i släktet papyrusar, och familjen halvgräs. Inga underarter finns listade i Catalogue of Life.